# Pirepolol
Pirepolol je antagonist beta adrenergičkog receptora.